# Кружок футболистов «Сокольники»
Кружок футболистов «Сокольники» (КФС) или «Ширяево поле» — первый московский кружок футболистов, основанный в 1902 году. Один из трёх клубов-учредителей Московской футбольной лиги. Устав клуба утверждён 21 мая 1907 года. Официальными основателями считаются Андрей Иванович Вашке, игрок первой команды клуба, и центральный нападающий, студент Александр Филиппов. Большую часть игроков клуба составляли мелкие служащие и рабочие. Форма клуба представляла собой белые футболки с чёрным воротничком и чёрные трусы. В июне 1923 года из футболистов КФС была создана футбольная команда спортивного общества «Динамо». В состав команды вошли: Иван Артемьев, Михаил Денисов, Василий Житарев, Николай Игнатов, Иван Ленчиков, Сергей Неверов, Иван Овечкин, Пётр Овечкин, Александр Петров, Борис Титов, Николай Троицкий, Фёдор Чулков, Сергей Шумель. Так же динамовцы ещё некоторое время выступали в старой игровой форме КФС.

## Достижения
- Московская футбольная лига / Кубок КФС-Коломяги
- Чемпион (2): 1919, 1921
- Вице-чемпион (3): 1918, 1919, 1920
- Бронзовый призёр (2): 1911, 1912